# یواس‌اس بسبرو (ای‌جی-۶۶)
یواس‌اس بسبرو (ای‌جی-۶۶) (به انگلیسی: USS Besboro (AG-66)) یک کشتی بود که طول آن 300' بود. این کشتی در سال ۱۹۱۸ ساخته شد.